# Искра (футбольный клуб, Даниловград)
Футбольный клуб «Искра» (черног. ФК Искра Даниловград) — черногорский футбольный клуб из города Даниловград. С сезона 2015/2016 выступает в Первой лиге. Основан в 1919 году. Домашние матчи проводит на стадионе имени Брачи Велашевича, вмещающем 3 000 зрителей.

## История
Развитие футбола в Даниловграде связывают с именем Стевана Златичанина, который весной 1919 года с помощью своего отца, торговца Нэша Златичанина, привез партию футбольных мячей. Той же весной был собран рабочий спортивный клуб «Слога», предшественник «Искры».
Первый матч был проведён 6 мая 1919 года на поле вблизи монастыря Ждребаоник. Эта дата считается днём основания клуба.
В межвоенные годы в Даниловграде было основано ещё шесть футбольных клубов: «Зора» (1927), «Змай» (1929), «Негоша» (1931), «Гром» (1932), «Напредак» (1935) и «Омладинац» (1939), из которых лишь «Змай» выступал на более профессиональном уровне.
После Второй мировой войны во время сборов на базе клубов «Слога» и «Змай» был основан новый клуб «Искра». Его выступления были неудачными, в чемпионатах СФРЮ и Сербии и Черногории клуб играл в низших лигах.
Наивысшим достижением клуба в чемпионатах независимой Черногории является выход в Первую лигу по итогам сезона 2014/15.

## Достижения
Первая лига
- Бронзовый призёр (1): 2019/20

Вторая лига
- Победитель (1): 2014/15

Третья лига
- Победитель (3): 2006/07, 2009/10, 2013/14

Черногорская республиканская лига
- Победитель (4): 1969/70, 1972/73, 1993/94, 1999/2000
- Серебряный призёр (3): 1955/56, 1959/60, 1978/79
- Бронзовый призёр (1): 2004/05

Кубок Республики Черногория
- Победитель (1): 1993/94